# Paulina Golla
Paulina Golla (* 24. Dezember 2000 in Rüdesheim am Rhein) ist eine deutsche Handballspielerin, die in der Bundesliga für den VfL Oldenburg aufläuft.

## Karriere

### Im Verein
Paulina Golla erlernte das Handballspielen bei der TG Eltville. Hier spielte sie anfangs gemeinsam mit Jungs in der E-Jugend. Ab 2011 verfügte der Verein über ausreichend Spielerinnen für eine weibliche D-Jugend, in der sie spielte. Mit der B-Jugend des Vereins lief Golla in der Oberliga Hessen auf. Im Jahre 2016 schloss sich die Rückraumspielerin dem 1. FSV Mainz 05 an.
Golla lief in der zweiten Saisonhälfte 2015/16 für die B-Jugend der Spielgemeinschaft JSG Mainz 05/Budenheim sowie für die Mainzer Oberligamannschaft auf. Im Sommer 2016 gehörte sie dem Kader der Mainzer Zweitligamannschaft an. Zusätzlich ging sie mit Mainz in der A-Juniorinnen Bundesliga auf Torejagd. Mit Mainz gelang ihr 2019 der Aufstieg in die Bundesliga. Anschließend wechselte Golla zum Bundesligisten Buxtehuder SV. Nachdem Golla am Saisonbeginn verletzungsbedingt ausgefallen war, bestritt sie am 22. September 2019 gegen ihren alten Verein ihr Bundesligadebüt. Bei ihrem ersten Europapokalspiel am 13. Oktober 2019 gegen GK Astrachanotschka erzielte sie sieben Treffer. Im Sommer 2021 wechselte sie zum Ligakonkurrenten VfL Oldenburg.

### In Auswahlmannschaften
Golla gehörte ab 2012 dem Kader der Bezirksauswahl an und nahm ein Jahr später erstmals an einem Lehrgang der Hessenauswahl teil. Nachdem Golla im März 2015 an der DHB-Sichtung teilgenommen hatte, wurde sie erstmals im Oktober 2015 zu einem Sichtungslehrgang der deutschen Jugendnationalmannschaft eingeladen. Im August 2016 gab sie in Saarbrücken beim Girls-Cup ihr Länderspieldebüt für die Jugendnationalmannschaft. Mit der deutschen Auswahl gewann sie bei der U-17-Europameisterschaft 2017 den EM-Titel. Im Turnierverlauf erzielte sie fünf Treffer. Ein Jahr später scheiterte Golla bei der U-18-Weltmeisterschaft im Viertelfinale an der südkoreanischen Auswahl. Bei der der U-19-Europameisterschaft 2019 belegte sie den 9. Platz.

## Sonstiges
Ihr Bruder Johannes Golla ist ebenfalls Profihandballspieler und Kapitän der deutschen Handballnationalmannschaft.